# Félix de Pomés
Félix de Pomés (Barcelona, 5 de febrero de 1889 - 17 de julio de 1969) fue un actor, guionista y director de cine español además de futbolista y campeón de esgrima. 
Estudió Derecho y Medicina, pero se dedicó al cine. Actuó en 72 películas entre 1928 y 1967.

## Filmografía

### Como director y guionista
- La madre guapa (1941), de la que fue coguionista con Antonio Guzmán Merino.
- Pilar Guerra (1941).

### Como actor
Selección de películas:
- Una historia de amor (1967)
- Lost Command (1966)
- Rey de reyes (1961)
- John Paul Jones (1959)
- La vida alrededor (1959)
- Aquellos tiempos del cuplé (1958)
- La vida por delante (1958)
- Orgullo y pasión (1957)
- El canto del gallo (1955)
- Murió hace quince años (1954)
- Once pares de botas (1954)
- Hermano menor (1953)
- Vida en sombras (1952)
- Parsifal (1951)
- Don Juan de Serrallonga (1949)
- Ha entrado un ladrón (1949)
- Los últimos de Filipinas (1945).
- Noche sin cielo (1947).
- La torre de los siete jorobados (1944)
- Santander, la ciudad en llamas (1944)
- Vidas cruzadas (1942)
- La patria chica (1943)
- Usted tiene ojos de mujer fatal (1939)
- Aurora de esperanza (1936)
- Doña Francisquita (1934)
- Sombras del circo (1931)
- Die Schmugglerbraut von Mallorca (1929)
- Der Geheime KurierHenker, (1928)
- Der Henker (1928)
- Die Große Abenteuerin (1928)